# باتريك روبنسون
باتريك روبنسون (بالإنجليزية: Patrick Robinson)‏ (و. 1987  م) هو لاعب كرة قدم أمريكية، من الولايات المتحدة، ولد في ميامي، يلعب كظهير خلفي ‏.

## التعليم
تعلم في Gulliver Schools ‏.

## روابط خارجية
- باتريك روبنسون على موقع مرجع كرة القدم المحترفة.كوم (الإنجليزية)